# Cabinet Späth I
Land de Bade-Wurtemberg
Filbinger IV Späth II
Le cabinet Späth I (en allemand : Kabinett Späth I) est le gouvernement du Land de Bade-Wurtemberg entre le 30 août 1978 et le 4 juin 1980, durant la septième législature du Landtag.

## Majorité et historique
Dirigé par le nouveau ministre-président chrétien-démocrate Lothar Späth, précédemment ministre de l'Intérieur, ce gouvernement est constitué et soutenu par l'Union chrétienne-démocrate d'Allemagne (CDU). Seule, elle dispose de 71 députés sur 121, soit 58,7 % des sièges du Landtag.
Il est formé à la suite de la démission de Hans Filbinger, au pouvoir depuis décembre 1966.
Il succède au donc cabinet Filbinger IV, également constitué et soutenu par la seule CDU.
Pressenti comme candidat à la présidence fédérale en 1979 et considéré comme le père du Land, Filbinger est contraint d'annoncer sa démission au début du mois d'août 1978, à la suite des révélations sur son passé de juge militaire à l'époque du régime nazi puis dans les camps de prisonniers britanniques. Les chrétiens-démocrates lui choisissent alors comme successeur le ministre de l'Intérieur et ancien président du groupe parlementaire Späth, au détriment du bourgmestre de Stuttgart Manfred Rommel.
Dans son premier cabinet, le nouveau ministre-président ne fait presque aucun changement, désignant simplement un remplaçant au ministre de la Justice Guntram Palm, qui s'est vu transféré au ministère de l'Intérieur.
Lors des élections régionales du 16 mars 1980, la CDU conserve une nette majorité absolue, bien qu'elle soit en recul d'un peu plus de trois points. Ce résultat permet à Lothar Späth de former son deuxième gouvernement.

## Composition
- Les nouveaux ministres sont indiqués en gras, ceux ayant changé d'attributions en italique.

| Poste                                                              | Titulaire | Titulaire            | Parti |
| ------------------------------------------------------------------ | --------- | -------------------- | ----- |
| Ministre-président                                                 |           | Lothar Späth         | CDU   |
| Vice-ministre-président Ministre des Finances                      |           | Robert Gleichauf     | CDU   |
| Ministre de l'Intérieur                                            |           | Guntram Palm         | CDU   |
| Ministre de la Science et de la Culture                            |           | Helmut Engler        | CDU   |
| Ministre de l'Éducation et des Sports                              |           | Roman Herzog         | CDU   |
| Ministre de la Justice                                             |           | Heinz Eyrich         | CDU   |
| Ministre de l'Économie, des Entreprises et des Transports          |           | Rudolf Eberle        | CDU   |
| Ministre de l'Alimentation, de l'Agriculture et de l'Environnement |           | Gerhard Weiser       | CDU   |
| Ministre du Travail, de la Santé et de l'Ordre social              |           | Annemarie Griesinger | CDU   |
| Ministre des Affaires fédérales                                    |           | Eduard Adorno        | CDU   |